# Џина Карано
Џина Џој Карано  (енгл. Gina Joy Carano; Округ Далас, 16. април 1982) америчка је глумица, телевизијска личност, фитнес модел и бивша ММА (mixed martial artist) фајтерка. Коранова се појављује у филму Судар (Crush) и као гладијаторка у емисији Амерички гладијатори. Проглашена је за лице женског ММА. Каранова је некада била трећа најбоља фајтерка на свету у категорији 145 фунти (66 кг), према ранг листи женске ММА уније. Каранова је 2011. године глумила главну улогу у филму Висока жица (Haywire), а појављује се и 2013. године у филму Паклене улице 6.

## Биографија
Коранова је рођена у граду Даласу, држави Тексасу, средња је ћерка Дане Џој и Глена Томаса Корано. Има две сестре. Коранова је рекла да има “мали проценат” Италијанског порекла. Отац јој је играо за Далас Каубојсе као резервни квотрбек од 1977-1983. године и за УСФЛ Пицбуршке Мулерсе као почетни квотербек 1984. године само годину дана пре операције. Завршила је Тринити хришћанску средњу школу у Лас Вегасу, држави Невади, где је одвела женски кошаркашки тим до државне титуле. Играла је и одбојку и софтбол. Присуствовала је предавањима на Универзитету државе Неваде у Рину свега годину дана онда је прешла на Универзитет државе неваде у Лас Вегасу на три године, где је дипломирала за нижи степен у области психологије.